# Cypseloides senex
Cypseloides senex е вид птица от семейство Бързолетови (Apodidae).

## Разпространение
Видът е разпространен в Аржентина, Боливия, Бразилия и Парагвай.